# Алгоритм Рабіна — Карпа
Алгоритм Рабіна-Карпа — алгоритм пошуку рядка запропонований Рабіном і Карпом. Алгоритм показує високу продуктивність на практиці, а також дозволяє узагальнення на інші споріднені задачі.
Ідея алгоритму полягає в заміні текстових рядків числами, порівняння яких можна виконувати значно швидше.

## Ідея алгоритму
Для простоти припустимо, що алфавіт складається з десяткових цифр Σ = {0,1,…,9}. (В загальному випадку можна припустити, що кожний символ — це цифра в системі числення з основою d, де d = |Σ|.) Після цього, рядок з k символів, можна розглядати як число довжини k. Тобто символьний рядок «12345» відповідає числу 12345.
Для заданого зразка P[1..m] позначимо через p відповідне йому десяткове значення. Аналогічно, для заданого тексту T[1..n] позначимо через {\displaystyle t_{s}} десяткове значення підрядка T[s+1..s+m] довжини m при s = 0,1,…,n-m. Очевидно, що {\displaystyle t_{s}=p} тоді і тільки тоді, коли T[s+1..s+m]=P[1..m]; таким чином, s — допустимий зсув тоді і тільки тоді, коли {\displaystyle t_{s}=p}.
Якщо значення p можна обчислити за Θ(m) а значення {\displaystyle t_{s}} за сумарний час Θ(n-m+1), то усі допустимі зсуви можна було б знайти за час Θ(m) + Θ(n-m+1) = Θ(n) шляхом порівняння p з кожним з можливих {\displaystyle t_{s}}. (Покищо до уваги не береться той факт, що величини p і {\displaystyle t_{s}} можуть виявитись дуже великими.)
З допомогою схеми Горнера величину p можна обчислити за час Θ(m):
{\displaystyle \;p=P[m]+10(P[m-1]+10(P[m-2]+\dots +10(P[2]+10P[1]))\dots )).}
Значення {\displaystyle t_{0}} можна обчислити з масиву T[1..n] аналогічним способом за час Θ(m). В той же час, знаючи величину {\displaystyle t_{s}} величину {\displaystyle t_{s+1}} можна обчислити за фіксований час:
{\displaystyle \;t_{s+1}=10(t_{s}-10^{m-1}T[s+1])+T[s+m+1].}    (1)
Наприклад, якщо m = 5 і {\displaystyle t_{s}=31415}, то потрібно видалити цифру у старшому розряді T[s+1] = 3 і додати цифру у молодший розряд (припустимо, T[s+5+1]=2). В результаті отримуємо {\displaystyle t_{s+1}=10(31415-10000\cdot 3)+2=14152}.
Отже, всі {\displaystyle t_{s}} можна обчислити за час Θ(n).
В цій процедурі пошуку наявна складність, пов'язана з тим, що значення p і {\displaystyle t_{s}} можуть виявитись занадто великими і з ними буде незручно працювати. Якщо зразок P складається з m цифр, то припущення про те, що арифметичні операції з числом p (до якого входить m цифр) займають «фіксований час», не відповідає дійсності. Ця проблема має просте вирішення: обчислення значень p і {\displaystyle t_{s}} за модулем деякого числа q. Оскільки обчислення проводяться рекурентно, то знаходження p можна виконати за Θ(m) а всіх {\displaystyle t_{s}} відповідно за Θ(n). Значення q звичайно обирають таким, щоб величина dq не перевищувала максимальну величину комп'ютерного слова. 
Тоді, співвідношення (1) приймає вигляд:
{\displaystyle \;t_{s+1}=(d(t_{s}-T[s+1]h)+T[s+m+1])\mod q,}    (2)
де {\displaystyle h\equiv d^{m-1}{\pmod {q}}} — значення, що приймає цифра «1» поставлена в старший розряд m-значного текстового рядка.
Робота по модулю q має свої недоліки, оскільки з {\displaystyle t_{s}\equiv p{\pmod {q}}} не випливає, що {\displaystyle \;t_{s}=p}. З іншого боку, якщо {\displaystyle t_{s}\not \equiv p{\pmod {q}}}, то обов'язково виконується співвідношення {\displaystyle \;t_{s}\not =p} і можна зробити висновок, що зсув s неприпустимий. Таким чином, співвідношення {\displaystyle t_{s}\equiv p{\pmod {q}}} можна використовувати як швидкий евристичний тест, що дозволяє виключити із розгляду деякі неприпустимі зсуви. Усі зсуви, для яких співвідношення виконується, треба додатково перевірити. Якщо q достатньо велике, то можна сподіватися, що хибні зсуви будуть зустрічатися досить рідко і час додаткової перевірки буде малим.

## Опис алгоритму
Алгоритм полягає в наступному: 
1. обчислити число p;
2. обчислити всі {\displaystyle t_{s}};
3. Для тих s для яких {\displaystyle t_{s}=p}, виконати перевірку P[1..m] = T[s+1..s+m].

### Псевдокод алгоритму
```

  

    

      

        

        
R

        
a

        
b

        
i

        
n

        
_

        
K

        
a

        
r

        
p

        
_

        
M

        
a

        
t

        
c

        
h

        
e

        
r

        
(

        
T

        
,

        
P

        
,

        
d

        
,

        
q

        
)

      

    

    
{\displaystyle \;Rabin\_Karp\_Matcher(T,P,d,q)}

  

 1 

  

    

      

        
n

        
←

        
l

        
e

        
n

        
g

        
t

        
h

        
[

        
T

        
]

      

    

    
{\displaystyle n\leftarrow length[T]}

  

 2 

  

    

      

        
m

        
←

        
l

        
e

        
n

        
g

        
t

        
h

        
[

        
P

        
]

      

    

    
{\displaystyle m\leftarrow length[P]}

  

 3 

  

    

      

        
h

        
←

        

          
d

          

            
m

            
−

            
1

          

        

        

        
mod

        

        

        
q

      

    

    
{\displaystyle h\leftarrow d^{m-1}\mod q}

  

 4 

  

    

      

        
p

        
←

        
0

      

    

    
{\displaystyle p\leftarrow 0}

  

 5 

  

    

      

        

          
t

          

            
0

          

        

        
←

        
0

      

    

    
{\displaystyle t_{0}\leftarrow 0}

  

 6 
for
 

  

    

      

        
i

        
←

        
1

      

    

    
{\displaystyle i\leftarrow 1}

  

 
to
 

  

    

      

        

        
m

      

    

    
{\displaystyle \;m}

  

 //Попередня обробка
 7     
do
 

  

    

      

        
p

        
←

        
(

        
d

        
p

        
+

        
P

        
[

        
i

        
]

        
)

        

        
mod

        

        

        
q

      

    

    
{\displaystyle p\leftarrow (dp+P[i])\mod q}

  

 8        

  

    

      

        

          
t

          

            
0

          

        

        
←

        
(

        
d

        

          
t

          

            
0

          

        

        
+

        
T

        
[

        
i

        
]

        
)

        

        
mod

        

        

        
q

      

    

    
{\displaystyle t_{0}\leftarrow (dt_{0}+T[i])\mod q}

  

 9 
for
 

  

    

      

        
s

        
←

        
0

      

    

    
{\displaystyle s\leftarrow 0}

  

 
to
 

  

    

      

        

        
n

        
−

        
m

      

    

    
{\displaystyle \;n-m}

  

 //Перевірка
10     
do if
 

  

    

      

        

        
p

        
=

        

          
t

          

            
s

          

        

      

    

    
{\displaystyle \;p=t_{s}}

  

11           
then if
 

  

    

      

        

        
P

        
[

        
1..

        
m

        
]

        
=

        
T

        
[

        
s

        
+

        
1..

        
s

        
+

        
m

        
]

      

    

    
{\displaystyle \;P[1..m]=T[s+1..s+m]}

  

12                   
then
 print «Зразок знайдено зі зсувом» s
13        
if
 

  

    

      

        

        
s

        
<

        
n

        
−

        
m

      

    

    
{\displaystyle \;s<n-m}

  

14           
then
 

  

    

      

        

          
t

          

            
s

            
+

            
1

          

        

        
←

        
(

        
d

        
(

        

          
t

          

            
s

          

        

        
−

        
T

        
[

        
s

        
+

        
1

        
]

        
h

        
)

        
+

        
T

        
[

        
s

        
+

        
m

        
+

        
1

        
]

        
)

        

        
mod

        

        

        
q

      

    

    
{\displaystyle t_{s+1}\leftarrow (d(t_{s}-T[s+1]h)+T[s+m+1])\mod q}

  

```

## Аналіз
У процедурі Rabin_Karp_Matcher на попередню обробку витрачається час {\displaystyle \Theta (m),} а час пошуку у найгіршому випадку дорівнює {\displaystyle \Theta ((n-m+1)m).} Однак, в багатьох практичних задачах очікувана кількість допустимих зсувів є невеликою, тоді час роботи алгоритму коли знайдено c зсувів є {\displaystyle O((n-m+1)+cm)=O(n+m),} плюс час необхідний для перевірки хибних збігів. Ми можемо побудувати евристичний аналіз на припущені, що взяття значень по модулю q діє як випадкове відображення з множини усіх допустимих рядків {\displaystyle \Sigma ^{*}} у {\displaystyle \mathbb {Z} _{q}.} Тоді ми можемо очікувати, що кількість помилкових збігів є {\displaystyle O(n/q),} оскільки ми можемо оцінити шанс того, що будь-який {\displaystyle t_{s}} буде тотожним {\displaystyle p} по модулю {\displaystyle q,} як {\displaystyle 1/q.}

## Зноски
1. ↑  Richard M. Karp and Michael O. Rabin. Efficient Randomized Pattern-Matching Algorithms. Technical Report TR-31-81, Aiken Computation Laboratory, Havard University, 1981.